# Liette Vasseur
Liette Vasseur (née à Laval, Québec, le 29 avril 1963) est professeure titulaire au département des sciences biologiques de l'Université Brock à Saint Catharines, en Ontario, au Canada. Elle est également membre du programme d'études sur les femmes et le genre et du Centre de recherche sur la durabilité de l'environnement. Elle est présidente de la Commission canadienne pour l'UNESCO,.

## Enfance et éducation
Liette Vasseur est née le 29 avril 1963 dans une ferme de Laval, au nord de Montréal. Son père et son grand-père paternel étaient fleuristes. Ses études primaires ont débuté en 1969 à l'école Jean XXIII et à l'école Simon Vanier. Elle a étudié à l'école secondaire à Saint-Martin durant ses deux premières années puis à l'école secondaire Saint-Maxime durant ses trois années suivantes, toutes deux situées dans le quartier Chomedey de Laval. Sa scolarité s'est poursuivie au Collège Ahuntsic.
Après avoir obtenu un diplôme en biologie et en écologie de l'Université de Sherbrooke en 1985,, Liette Vasseur a étudié la biologie à l'Université du Québec à Montréal (UQAM) où elle a obtenu son diplôme en 1987. Elle a ensuite travaillé sur la conservation de l'ail sauvage. Elle a fait partie d'une équipe de recherche en génétique des populations à l'Université de Montréal sous la direction de Jean-Pierre Simon. Elle a ensuite obtenu en 1991 un doctorat en biologie de l'Université Queen's de Kingston, en Ontario avant d'entreprendre un stage postdoctoral à l'Université McGill sous la direction de Catherine Potvin.

## Carrière
En 1995, Liette Vasseur a accepté une assignation en tant que professeure assistante à l'Université Saint Mary's où elle s’est impliquée dans le programme d’études environnementales qui, à l’époque, venait d’être créé. Elle a rapidement mis en place son propre programme de recherche, financé non seulement par le Conseil de recherches en sciences naturelles et en génie du Canada, mais également par d’autres organismes et ministères dont Environnement Canada et Parcs Canada.
En 1996, elle a occupé une charge d’associée de recherche à l’Université de Sherbrooke où elle a dirigé une équipe de recherche. Cette équipe a travaillé sur un projet nommé STOPER qui avait pour but l’élaboration d’un modèle de prise de décision multicritère basé sur la communauté avec la ville de Lac-Mégantic. L’équipe a reçu pour ce travail le prix de l’excellence en recherche de la Fondation estrienne en environnement (1996).
En 1998, elle a présenté une série de conférences annuelles (de novembre 1998 à 2000) en Nouvelle-Écosse. Ce projet a amorcé des travaux de recherche en collaboration avec plusieurs parcs nationaux ainsi que diverses organisations environnementales. Ces recherches ont d’ailleurs amené le directeur de Parcs Canada, Nik Lepoukine, en 1998, à inviter Liette Vasseur à devenir membre de l’Union internationale pour la conservation de la nature (UICN). Cette invitation l’a rapidement menée à devenir également membre de la Commission de la gestion des écosystèmes de l’UICN puis à devenir la dirigeante d’un groupe thématique sur l’adaptation aux changements climatiques plus tard en 2013. En tant que membre actif, elle a participé au World Parks Congress en Australie (2014).
Après avoir travaillé sur la gestion communautaire de la conservation au Burkina Faso, elle a effectué des travaux de recherche en Équateur sur l'adaptation et la résilience au changement climatique de même que sur le développement de l'agriculture durable.
Durant son séjour à l'Université Saint Mary's, elle a également dirigé deux projets de l’Agence canadienne de développement international (ACDI) : un projet sur la gestion des ressources aquatiques au Cambodge, ainsi qu’un projet sur la gestion de la conservation environnementale en Chine où ses travaux se sont poursuivis grâce à l'obtention d'une  bourse Minjiang à l'université agricole et forestière de Fujian (en), province côtière du Sud-Est du pays, et, plus tard, au Viêt Nam. Son travail, ainsi que celui des étudiants qu’elle supervisait à l’époque, lui ont valu le prix Patricia Roberts-Pichette, en 2000. En 2001, elle approfondit sa collaboration avec Parc Canada en acceptant la chaire en développement durable en recherche K. C. Irving à l’Université de Moncton. Pendant cette période de travail à Moncton, elle a également été membre de la première table ronde du Nouveau-Brunswick sur l’économie et l’environnement, ainsi qu’ambassadrice pour la réserve de biosphère de la baie de Fundy.
Durant cette période, elle s’est grandement impliquée en lien avec le ministère des Pêches et Océans du Canada en poussant ses recherches sur les écosystèmes côtiers et la pêche. Cette implication aura plus tard contribué à ce qu’elle publie quelques chapitres dans un livre sur les défis environnementaux en milieu côtier en 2015 et à ce qu’elle soit élevée au titre de membre du Conseil consultatif scientifique de ce ministère (2005-2009). Elle fut également invitée à devenir membre de la Fondation pour la pérennité du homard de l’Atlantique.
En 2004, elle a assumé la position de vice-présidente en recherche à l'Université Laurentienne de Sudbury, en Ontario, tout en continuant sa recherche sur l’impact, la vulnérabilité et l’adaptation aux changements climatiques à travers un vaste projet impliquant plusieurs organisations. Ce projet était commandé par la Nickel District Conservation Authority (en) (NDCA). Une fois ce projet terminé, la NDCA a commandé un rapport qui sera plus tard à l’origine du Consortium sur les changements climatiques du Grand Sudbury. À cet effet, Liette Vasseur recevra, en 2011, le Prix des pionniers de la conservation pour ses travaux.
En 2009, elle a exercé la fonction de vice-rectrice à la recherche de l'Université Brock mais a quitté ce poste pour travailler en tant que professeure et chercheuse à temps plein au Département des sciences biologiques de cette institution. Elle est titulaire depuis 2014 de la chaire UNESCO sur la viabilité des communautés : du local au global. Depuis septembre 2016, elle est vice-présidente pour l'Amérique du Nord de la Commission pour la gestion des écosystèmes de l'Union internationale pour la conservation de la nature dont elle dirige le groupe thématique sur l'adaptation au changement climatique. En 2018, elle est nommée par le Conseil des arts du Canada à la présidence de la Commission canadienne pour l'UNESCO . Exerçant ce role de présidente de la Commission canadienne pour l'UNESCO, elle a eu l'honneur de remettre, en 2021, les deux bourses d'excellences L'Oréal-UNESCO de 20.000$ chacune à Dre. Marie-Laurence Lemay et Dre. Alison McAfee.

## Intérêts particuliers
Liette Vasseur est également très impliquée dans les questions liées aux femmes dans les domaines de la science, de l'ingénierie, des métiers et de la technologie. Elle a produit plusieurs publications sur ce sujet et a organisé des événements et des projets pour promouvoir l'égalité des sexes. De 2014 À 2018, elle a été la présidente de la Coalition canadienne des femmes en ingénierie, science, métiers et technologie et présidente élue du Réseau international des femmes ingénieurs et scientifiques. Elle est membre du Center for Women and Gender Studies et du Environnemental Sustainability Research Center de l'Université Brock.

## Affiliation
Liette Vasseur est ou a été membre de plusieurs organismes.
- Membre du programme d'études sur les femmes et le genre.

- Membre du Centre de recherche sur la durabilité de l'environnement.

- Membre de l’Union internationale pour la conservation de la nature (UICN).
- Membre de la Commission de la gestion des écosystèmes de l’UICN.
- Membre de la première table ronde du Nouveau-Brunswick sur l’économie et l’environnement.
- Membre de la Fondation pour la pérennité du homard de l’Atlantique.
- Membre du Center for Women and Gender Studies de l'université Brock.
- Membre du Environnemental Sustainability Research Center de l'université Brock.
- Membre de l'Office de protection de la nature du district du Nickel, d'Innovation Sudbury[8].
- Membre fondateur du Réseau de recherche communautaire sur les enfants et les jeunes du Grand Sudbury[8].
- Membre du Conseil consultatif scientifique du ministère des pêches et des océans du Canada[8].
- Membre, de 2004 à 2009, du comité de rédaction de la revue Recherches féministes[8].
- Membre du Comité consultatif public mixte de la Commission de coopération environnementale dans le cadre de l'Accord nord-américain de coopération dans le domaine de l'environnement (dont elle a également été la présidente en 2001 et 2002)[8].

## Prix et distinctions
- Prix de l'Université Queen's (1990)[4]

- Prix de l’excellence en recherche, Fondation estrienne en environnement (1996)[4]
- Prix Patricia Roberts-Pichette (2000)[4]

- Prix des pionniers de la conservation A. D. Latornell (Conservation Ontario) (2011)[4],[5]

## Publications
Liette Vasseur compte plus d'une centaine de publications et plus de 200 présentations à son actif.
1. Vasseur, L. 2018. Learning the role of biodiversity monitoring in a biosphere reserve. International Journal of UNESCO Biosphere Reserves 2 (1) (published April 2018): 18-21[9].
2. (en) Liette Vasseur, Roselyne LABBE et Mark S. GOETTEL, « Use of biological control against arthropod pests in Canadian greenhouse crop production », Journal of Biosafety, Fujian Agriculture and Forestry University,‎ 2018 (lire en ligne)
3. Liette Vasseur, Mary Thornbush et Steve Plante, « Climatic and Environmental Changes Affecting Communities in Atlantic Canada », Sustainability, vol. 9, no 8,‎ 25 juillet 2017, p. 1293 (DOI 10.3390/su9081293)
4. Liette Vasseur, Darwin Horning, Mary Thornbush, Emmanuelle Cohen-Shacham, Angela Andrade, Ed Barrow, Steve R. Edwards, Piet Wit et Mike Jones, « Complex problems and unchallenged solutions: Bringing ecosystem governance to the forefront of the UN sustainable development goals », Ambio, vol. 46, no 7,‎ 22 avril 2017, p. 731–742 (PMID 28434184, PMCID 5622882, DOI 10.1007/s13280-017-0918-6)
5. Liette Vasseur, Mary Thornbush et Steve Plante, « Gender-Based Experiences and Perceptions after the 2010 Winter Storms in Atlantic Canada », International Journal of Environmental Research and Public Health, vol. 12, no 10,‎ 8 octobre 2015, p. 12518–12529 (PMID 26457714, PMCID 4626983, DOI 10.3390/ijerph121012518)
6. Vasseur, L. 2011. Moving from research into action on issues of climate change for a Canadian community: integration of sciences into decision making. The International Journal of     Climate Change: Impacts and Responses 2:115-126.
7. Vasseur, L. 2009. Avant-propos: Interdisciplinarité… ou va-t-on se perdre dans le bois?     Revue de l’Université de Moncton 40 : 121-131(published April 2011).
8. Vasseur, L. and W. Hart. 2002. A basic theoretical framework for community-based     conservation management in China and Vietnam. International Journal     Sustainable Development of World Ecology 9: 41-47. (accepted without revision)
9. Vasseur, L. 2001. Allozymic diversity of Allium     tricoccum Solander var. burdickii     Hanes in isolated populations of Nova Scotia (Canada). Plant Syst. Evol. 228:     71-79.
10. Vasseur, L., R. Guscott and P. Mudie. 2001. Monitoring of spring flower phenology     in Nova Scotia: Trends for the last century. Northeastern Naturalist 8:     393-402.
11. Vasseur, L., C. Cloutier and C. Ansseau. 2000. Effects     of repeated sewage sludge application on plant community diversity and     structure under agricultural field conditions on Podxolic soils in eastern Quebec. Agriculture, Ecosystem and Environment 81: 209-216.
12. Vasseur, L., B. Shipley and C. Ansseau. 1999. Chemical composition of municipal sewage     sludge in southern Quebec: is there a potential for agricultural soil     application? Can. J. Wat. Res. 34: 469-480.
13. Vasseur, L., M.J. Fortin and J. Cyr. 1998. The use of clover and cress as two indicator     species in the evaluation of impacts of lime sewage sludge and landfill     wastewater application on land. The Science of the Total Environment 217:     231-239.
14. Vasseur, L. and C. Potvin. 1998. Changes in pasture community composition under an     experimental CO2 enrichment. Plant Ecology 135: 31-41.
15. Vasseur, L., L. Lafrance, D. Renaud, D. Morin, T. Audet and C. Ansseau. 1997. Advisory committee: a powerful tool for helping decision making in     environmental issues. Environ. Manag. 21: 359-365.
16. Vasseur, L., C. Cloutier, A. Labelle, J.-N. Duff and     C. Ansseau. 1996. Responses of indicator bacteria to forest soil amended municipal sewage     sludge from aerated and non-aerated ponds. Env. Poll. 92: 67-72.
17. Vasseur, L., D. Irwin and L.W. Aarssen. 1995. Size versus number of offspring as     predictors of success under competition in Lemna minor L. Ann. J. Fenn. 32: 169-178.
18. Vasseur, L., L.W. Aarssen and D.L. Lefebvre. 1995. Plasticity of morphological and     allozymic traits in response to short-term environmental variation in Lemna minor. Ecoscience 1(3):     249-254.
19. Vasseur, L. and D. Gagnon. 1994. Factors controlling the survival and growth of     transplants of the understory herb Allium     tricoccum at the northern limit of its distribution. Biol. Conserv. 68:     107-114.
20. Vasseur, L., T. Bennett and L.W. Aarssen. 1993. Flowering occurrence and     allozymic variation in natural populations of Lemna minor L. Amer. J. Bot. 80: 974-979.
21. Vasseur, L. and L.W. Aarssen. 1992. Interpretation of adaptive plasticity in Lemna minor. Oikos 65: 233-241.
22. Vasseur, L. and L.W. Aarssen. 1992. Phenotypic plasticity in a clonal plant, Lemna minor L. Plant Syst. Evol. 180: 205-219.
23. Vasseur, L., L.W. Aarssen and D.D. Lefebvre. 1991. Allozymic and morphometric     variation in Lemna minor L. Plant Syst. Evol. 177: 139-148.
24. Vasseur, L., D. Gagnon and J. P. Simon. 1990. Isoenzymatic variability among populations and varieties of wild leek. Biochem. Syst. Ecol. 18: 321- 324.